# Das Orakel
Das Orakel ist ein US-amerikanischer Horrorfilm von Roberta Findlay aus dem Jahr 1985.

## Handlung
Der Filmeinstieg zeigt eine alte Frau, Mrs. Malatesta, die eine künstliche Hand mit Schreibfeder als Planchette verwendet und damit Kontakt mit dem Jenseits aufnimmt. In der nächsten Szene wird Jennifer gezeigt, die zusammen mit ihrem Mann Ray als neuer Mieter in die Wohnung von Mrs. Malatesta einzieht. Der Hausverwalter Pappas erzählt, dass die alte Frau spurlos verschwunden sei. Beim Stöbern in deren alten Sachen stößt Jennifer auf eine Kiste, in der sich die Hand mit Schreibfeder befindet und die beim Öffnen ein seltsames grünliches Licht ausstrahlt.
Die nächste Einstellung zeigt am Heiligabend einen korpulenten Unbekannten. Sein Name ist Farkas und ist eine als Mann verkleidete Frau. Farkas geht mit einer Prostituierten auf deren Zimmer und tötet sie mit etlichen Messerstichen. Zeitgleich veranstalten Jennifer und Ray eine Weihnachtsparty, zu der sie ein befreundetes Paar, Cindy und Ben, eingeladen haben. Als Partygag wird die Planchette ausprobiert. Bei Jennifer fängt die Hand mit Schreibfeder plötzlich an zu schreiben. Die Nachricht lautet "Helft mir".
Später in der Nacht beginnt die Planchette selbständig zu schreiben, Jennifer hört das Schreibgeräusch und entdeckt eine Nachricht mit dem Namen William Graham und einer Telefonnummer. Als sie ihrer Freundin Cindy davon erzählt, ruft diese die Nummer an und erfährt, dass William Graham drei Wochen zuvor Selbstmord begangen hatte.
Nachdem Jennifer wieder bemerkt, dass die Hand selbständig schreibt, wirft sie diese mitsamt der Kiste in den Papierkorb. Danach hindert sie eine unheimliche Kraft daran, das Zimmer zu verlassen, und sie erleidet Todesangst. Als der Spuk endet, hält Ray Jennifer für verrückt und will diese Kiste entsorgen. Auf dem Weg zum Müll trifft er den Hausverwalter Pappas, der sie ihm abnimmt. Wenig später ärgert sich Pappas, dass er wieder einmal nicht in der Lotterie gewonnen hat, und befragt die Planchette nach den nächsten Lottozahlen. Als jedoch nichts passiert, schließt er die Kiste wutentbrannt. Einige Zeit danach öffnet er sie jedoch wieder und sieht ein grünliches Licht. Ein kleines Ungetier, welches vorher unbemerkt aus der Kiste gekrochen war, fällt ihn nun an. Da er plötzlich überall an seinem Körper imaginäre Ungetiere sieht, versucht er diese in seinen Wahnvorstellungen mit einem Messer zu töten, wobei er sich somit selbst mit unzähligen Messerstichen in seinen Körper und zuletzt ins Auge tötet.
In dieser Nacht sieht Jennifer in einem Alptraum plötzlich Kreaturen im Fernseher, hinter dem Duschvorhang und schließlich den toten Hausmeister mit dem Messer im Auge vor sich. Ben informiert Ray, dass er herausgefunden hat, dass Graham in seinem Auto in seinem Lagerhaus erstickt aufgefunden worden ist. Jennifer benutzt die Planchette nun immer öfter und bemerkt, dass sie zum Medium wird. Sie sieht, dass William Graham nicht Selbstmord begangen hat, sondern von dem korpulenten Farkas und einem Komplizen ermordet wurde. Sie sucht daraufhin Dorothy Graham, die Frau des Verstorbenen, auf und erzählt dieser von den Nachrichten ihres Mannes. Die Mörder von Graham bekommen dies jedoch mit und wollen Jennifer nun ermorden.
Auf einer Silvesterparty wird Jennifer von Farkas, diesmal als Frau verkleidet, angegriffen, kann ihn jedoch niederschlagen. Zuhause befragt sie wieder die Planchette, wer sie umbringen will. Sie erkennt, dass Farkas dieselbe Person ist, die auch Graham getötet hat. Cindy bittet Jennifer, endlich zur Psychiaterin zu gehen, da sie ihr immer noch nicht glaubt. Diese sagt ihr, dass dies alles Wahnvorstellungen sind, und bietet ihr an, bei Jennifer mit ihr gemeinsam die Hand zu benutzen, um das zu beweisen. Jennifer lässt sie jedoch nicht in die Wohnung, während sie die Planchette benutzt. Daraufhin kommt die Psychiaterin im Gebäude durch die dunkle Macht ums Leben. Bei einem Spaziergang verübt Farkas mit einem Auto einen Mordanschlag auf Jennifer, die sich jedoch in ein Museum retten kann. Sie glaubt, dass Farkas sie verfolgt, und bittet einen Wachmann um Hilfe. Daraufhin wird Jennifer mit einem Krankenwagen abgeholt.
Währenddessen entdeckt Ray die im Wäschekorb versteckte Kiste und wirft diese nun wutentbrannt in den Müllschacht. Dann greifen plötzlich zwei Hände aus dem Schacht nach ihm und töten ihn. In der psychiatrischen Anstalt will der Komplize von Farkas, als Arzt verkleidet, Jennifer umbringen, wird jedoch kurz vorher von einer Kreatur getötet. Jennifer kann aus der Anstalt fliehen und wird von der anscheinend zufällig auftauchenden Mrs. Graham ins Auto gebeten, in dem überraschenderweise auch Farkas sitzt. Offensichtlich steckt Mrs. Graham hinter dem Mord an ihrem Mann. Sie fahren zum Lagerhaus, Jennifer kann wieder fliehen, wird aber von Farkas mit einer Axt verfolgt. Dort wird dieser jedoch von William Graham, der als Zombie auftaucht, getötet. Jenny rennt zum verlassenen Auto, während Mrs. Graham zwischenzeitlich Farkas sucht und dessen Leiche entdeckt. Mrs. Graham verbarrikadiert sich im Auto ihres Mannes, das noch vor Ort ist. Dann sitzt plötzlich der Graham-Zombie neben ihr und sie wird im Auto vergast.
Die Schlusseinstellung zeigt Jennifer, während sie wieder vor der Planchette sitzt.

## Kritik
„Trotz ein paar holpriger Schnitte wartet die Low-Budget-Produktion mit ein paar guten Schockeffekten auf, was den Film jedoch nur knapp über den Durchschnitt hebt.“

„Eine junge Frau mit übersinnlichen Fähigkeiten klärt den als Selbstmord getarnten Mord eines Geschäftsmanns und rächt das Opfer, dessen Geist von ihr Besitz ergriffen hat. Horrorfilm nach üblichen Strickmustern.“